# Rika Masuya
Rika Masuya (jap. 増矢 理花, Masuya Rika; * 14. September 1995 in Tokushima) ist eine japanische Fußballspielerin.

## Karriere

### Verein
Sie begann ihre Karriere bei INAC Kōbe Leonessa.

### Nationalmannschaft
Mit der japanischen U-17-Nationalmannschaft qualifizierte sie sich für die U-17-Weltmeisterschaft der Frauen 2012.
Im Jahr 2014 debütierte Masuya für die japanischen Nationalmannschaft. Sie wurde in den Kader der Asienspiele 2014, 2018 und Asienmeisterschaft der Frauen 2018 berufen. Insgesamt bestritt sie 27 Länderspiele für Japan.

## Errungene Titel
- Asienmeisterschaft: 2018
- Asienspielen: 2018